# トモシンセシス
トモシンセシス（英: Tomosynthesis）、またはデジタルトモシンセシス（英: Digital Tomosynthesis）は、ある角度の間で放射線を照射しながら物体を走査することで、範囲は限定されるが高解像度の断層画像を得る技術である。Tomography（断層撮影）とSynthesis（合成、統一）から成る造語であり、日本ではしばしばトモシンと略される。コンピュータ断層撮影（Computed Tomography、略称：CT）とは異なり、範囲が限定されるデメリットがあるが、より少ない線量で断層画像を撮影することが可能である。血管造影、歯科、整形外科、乳房、筋骨格系、胸部などの撮影分野で研究されてきた。

## 歴史
トモシンセシスの概念は、Ziedses des Plantesによる一連の投影像の中から任意の平面を再構成する研究から生まれた。CTの発明により一旦はその座を追われたが、後にトモシンセシスは低線量の断層撮影技術としてCTの代替として注目されるようになった。

## 再構成理論
トモシンセシスで用いられている画像再構成アルゴリズムは、逆ラドン変換に基づいた画像逆投影法という点で、CTで用いられている画像再構成アルゴリズムとよく似ている。狭い投影範囲と少ない投影数のため、画像再構成には予測近似アルゴリズムが用いられている。 フィルタ補正逆投影法と逐次近似法（期待値最大化）の両方の技術を用いて再構成を行う。
逐次近似法と期待値最大化法を用いることで、CTで用いられているフィルタ補正逆投影法で要求される完全な投影データを必ずしも必要としない。一方で装置の性能にも依るが、一般にCTと比べて長い計算時間を必要とする。近年の装置ではGPUの進歩により数秒で再構成処理が完了できるようにより実用に供されている。

## CTとの違い
CTでは撮影台に垂直で体軸に平行な平面を再構成するが、一般にトモシンセシスでは撮影台に対して平行な平面の撮影を目的とする。
X線管球とX線検出器が移動しながらX線の曝射を行い、得られた投影像を画像処理することで目的の画像を得るという点では、CTと共通である。CTでは、管球と検出器が対象物の周囲を最低でも180度回転しながら連続して投影像を取得しなければ画像再構成を行うことができない。 しかしデジタルトモシンセシスでは、例えば15～60度の限られた回転角度の間で、離散的に取得された少ない投影数（例えば7～51 view）からでも画像再構成を行うことが可能である。投影が対象物の全周をカバーしないため、近似計算と補間処理を経て画像再構成が行われ、再構成画像の被写界深度が狭くなるという欠点がある。しかし、CTよりも画像再構成に必要な投影数が少なくて済むことから、放射線による被曝やコストを低く抑えることが出来る。